# 邱愷翔
邱愷翔（英語：Vinson Chiu，1998年8月8日—），美國臺灣裔男子羽毛球運動員。畢業自加州大學柏克萊分校。

## 簡歷
邱愷翔出生自臺灣移民家庭，在家人影響下，自四歲起在橙縣羽毛球俱樂部參與羽毛球运动。曾在2012年泛美洲青年羽毛球錦標賽获得男双冠军、2013年获得混双冠军，2014年获得男子双打冠军。
2017年8月，出戰美國羽毛球國際系列賽，與前世界冠軍吴俊明合作贏得男子雙打比賽冠軍。
2019年3月，邱愷翔出戰牙買加羽毛球國際賽，和布里安娜·池合作贏得混合雙打比賽亞軍。同年5月和6月，二人又再合作贏得秘魯羽毛球未來系列賽和毛里裘斯羽毛球國際賽的混合雙打比賽冠軍。

## 主要比賽成績
只列出曾進入準決賽的國際賽事成績：
| 年份   | 賽事                         | 公開賽級別 | 項目     | 拍檔            | 成績   |
| ------ | ---------------------------- | ---------- | -------- | --------------- | ------ |
| 2015年 | 泛美洲青年羽毛球錦標賽       | 其他       | 混合團體 | －              | 冠軍   |
| 2015年 | 泛美洲青年羽毛球錦標賽       | 其他       | 男子雙打 | Raymond Hsia    | 季軍   |
| 2015年 | 泛美洲青年羽毛球錦標賽       | 其他       | 混合雙打 | 潘晴            | 季軍   |
| 2016年 | 泛美洲青年羽毛球錦標賽       | 其他       | 混合團體 | －              | 季軍   |
| 2016年 | 泛美洲青年羽毛球錦標賽       | 其他       | 男子雙打 | Brian Duong     | 季軍   |
| 2016年 | 泛美洲青年羽毛球錦標賽       | 其他       | 混合雙打 | 傑米·許         | 亞軍   |
| 2017年 | 泛美洲羽毛球錦標賽           | 其他       | 混合團體 | －              | 季軍   |
| 2017年 | 美國羽毛球國際系列賽         | 國際系列賽 | 男子雙打 | 吴俊明          | 冠軍   |
| 2018年 | 美國羽毛球國際系列賽         | 國際系列賽 | 男子雙打 | Lyu Sheng       | 準決賽 |
| 2018年 | 美國羽毛球國際系列賽         | 國際系列賽 | 混合雙打 | 安吉拉·張       | 準決賽 |
| 2019年 | 烏干達羽毛球國際賽           | 國際系列賽 | 混合雙打 | 布里安娜·池     | 亞軍   |
| 2019年 | 牙買加羽毛球國際賽           | 國際系列賽 | 混合雙打 | 布里安娜·池     | 亞軍   |
| 2019年 | 秘魯羽毛球未來系列賽         | 未來系列賽 | 混合雙打 | 布里安娜·池     | 冠軍   |
| 2019年 | 毛里裘斯羽毛球國際賽         | 國際系列賽 | 混合雙打 | 布里安娜·池     | 冠軍   |
| 2019年 | 拉各斯羽毛球國際經典賽       | 國際挑戰賽 | 男子雙打 | B·R·桑吉爾斯    | 準決賽 |
| 2019年 | 拉各斯羽毛球國際經典賽       | 國際挑戰賽 | 混合雙打 | 布里安娜·池     | 準決賽 |
| 2019年 | 加勒比地區羽毛球聯合會國際賽 | 國際系列賽 | 混合雙打 | 布里安娜·池     | 冠軍   |
| 2019年 | 墨西哥羽毛球國際賽           | 國際系列賽 | 混合雙打 | 布里安娜·池     | 準決賽 |
| 2019年 | 危地馬拉羽毛球國際系列賽     | 國際系列賽 | 混合雙打 | 布里安娜·池     | 準決賽 |
| 2019年 | 巴林羽毛球國際系列賽         | 國際系列賽 | 混合雙打 | 布里安娜·池     | 準決賽 |
| 2020年 | 泛美洲羽毛球男女子團體錦標賽 | 其他       | 男子團體 | －              | 季軍   |
| 2021年 | 墨西哥羽毛球國際挑戰賽       | 國際挑戰賽 | 男子雙打 | Enrico Asuncion | 亞軍   |
| 2021年 | 墨西哥羽毛球國際挑戰賽       | 國際挑戰賽 | 混合雙打 | 蓋駱            | 冠軍   |
| 2021年 | 危地馬拉羽毛球國際系列賽     | 國際系列賽 | 男子雙打 | Joshua Yuan     | 準決賽 |
| 2021年 | 墨西哥羽毛球國際賽           | 國際系列賽 | 混合雙打 | 蓋駱            | 冠軍   |
| 2022年 | 烏克蘭羽毛球公開賽           | 國際挑戰賽 | 混合雙打 | 蓋駱            | 準決賽 |
| 2022年 | 墨西哥羽毛球國際挑戰賽       | 國際挑戰賽 | 混合雙打 | 蓋駱            | 亞軍   |
| 2022年 | 泛美洲羽毛球錦標賽           | 其他       | 男子雙打 | Joshua Yuan     | 亞軍   |
| 2022年 | 秘魯羽毛球國際賽             | 國際挑戰賽 | 混合雙打 | 蓋駱            | 冠軍   |
| 2022年 | 墨西哥羽毛球國際賽           | 國際系列賽 | 男子雙打 | Joshua Yuan     | 亞軍   |
| 2022年 | 墨西哥羽毛球國際賽           | 國際系列賽 | 混合雙打 | 蓋駱            | 冠軍   |
| 2022年 | 加拿大羽毛球國際挑戰賽       | 國際挑戰賽 | 混合雙打 | 蓋駱            | 準決賽 |
| 2023年 | 泛美洲羽毛球混合團體錦標賽   | 其他       | 混合團體 | －              | 亞軍   |
| 2023年 | 泛美洲羽毛球錦標賽           | 其他       | 男子雙打 | Joshua Yuan     | 季軍   |
| 2023年 | 墨西哥羽毛球國際挑戰賽       | 國際挑戰賽 | 男子雙打 | Joshua Yuan     | 準決賽 |
| 2023年 | 墨西哥羽毛球國際挑戰賽       | 國際挑戰賽 | 混合雙打 | 蓋駱            | 冠軍   |
| 2023年 | 馬爾代夫羽毛球國際挑戰賽     | 國際挑戰賽 | 混合雙打 | 蓋駱            | 亞軍   |
| 2023年 | 秘魯羽毛球國際挑戰賽         | 國際挑戰賽 | 混合雙打 | 蓋駱            | 亞軍   |
| 2023年 | 泛美運動會羽毛球比賽         | 其他       | 混合雙打 | 蓋駱            | 銀牌   |
| 2023年 | 薩爾瓦多羽毛球國際賽         | 國際挑戰賽 | 男子雙打 | Joshua Yuan     | 亞軍   |
| 2023年 | 薩爾瓦多羽毛球國際賽         | 國際挑戰賽 | 混合雙打 | 蓋駱            | 準決賽 |
| 2024年 | 烏干達羽毛球國際挑戰賽       | 國際挑戰賽 | 男子雙打 | Joshua Yuan     | 亞軍   |
| 2024年 | 烏干達羽毛球國際挑戰賽       | 國際挑戰賽 | 混合雙打 | 蓋駱            | 準決賽 |
| 2024年 | 泛美洲羽毛球錦標賽           | 其他       | 男子雙打 | Joshua Yuan     | 季軍   |
| 2024年 | 泛美洲羽毛球錦標賽           | 其他       | 混合雙打 | 蓋駱            | 亞軍   |

| 2007-2017年 | 首要超級賽 | 超級賽 | 黃金大獎賽 | 大獎賽 | 國際挑戰賽 | 國際系列賽 | 未來系列賽 | 其他 |

| 2018-2026年 | 總決賽 | 超級1000賽 | 超級750賽 | 超級500賽 | 超級300賽 | 超級100賽 | 國際挑戰賽 | 國際系列賽 | 未來系列賽 | 其他 |

### 奧運會和世錦賽參賽紀錄
|          | 搭檔        | 2022 | 2023 | 2024       |
| -------- | ----------- | ---- | ---- | ---------- |
| 男子雙打 | Joshua Yuan | －   | 64強 | 小組第五名 |
| 混合雙打 | 蓋駱        | 64強 | 32強 | 小組第四名 |